# Tournoi de tennis de Pattaya
Le tournoi de Pattaya est un tournoi de tennis féminin du circuit professionnel WTA qui se déroule chaque année en extérieur à Pattaya, en Thaïlande depuis 1991 (sauf en 2004). Après avoir eu lieu en avril (période la plus chaude), puis en novembre, il a lieu depuis 2006 au début du mois de février.
La Thaïlandaise Tamarine Tanasugarn a atteint la finale du tournoi en simple à deux reprises séparées de quatorze ans, en 1996 et en 2010.

## Palmarès

### Simple
| No | Date       | Nom et lieu du tournoi         | Catégorie      | Dotation       | Surface        | Vainqueure          | Finaliste           | Score          |                |
| -- | ---------- | ------------------------------ | -------------- | -------------- | -------------- | ------------------- | ------------------- | -------------- | -------------- |
| 1  | 15-04-1991 | Volvo Open, Pattaya            | Tier V         | 75 000 $       | Dur (ext.)     | Yayuk Basuki        | Naoko Sawamatsu     | 6-2, 6-2       | Tableau        |
| 2  | 13-04-1992 | Volvo Open, Pattaya            | Tier V         | 100 000 $      | Dur (ext.)     | Sabine Appelmans    | Andrea Strnadová    | 7-5, 3-6, 7-5  | Tableau        |
| 3  | 12-04-1993 | Volvo Open, Pattaya            | Tier IV        | 100 000 $      | Dur (ext.)     | Yayuk Basuki        | Marianne Werdel     | 6-3, 6-1       | Tableau        |
| 4  | 11-04-1994 | Volvo Open, Pattaya            | Tier IV        | 100 000 $      | Dur (ext.)     | Sabine Appelmans    | Patty Fendick       | 6-7, 7-6, 6-2  | Tableau        |
| 5  | 13-11-1995 | Volvo Open, Pattaya            | Tier IV        | 107 500 $      | Dur (ext.)     | Barbara Paulus      | Yi Jingqian         | 6-4, 6-3       | Tableau        |
| 6  | 18-11-1996 | Volvo Women’s Open, Pattaya    | Tier IV        | 107 500 $      | Dur (ext.)     | Ruxandra Dragomir   | Tamarine Tanasugarn | 7-6, 6-4       | Tableau        |
| 7  | 17-11-1997 | Volvo Women’s Open, Pattaya    | Tier IV        | 107 500 $      | Dur (ext.)     | Henrieta Nagyová    | Dominique Monami    | 7-5, 6-7, 7-5  | Tableau        |
| 8  | 16-11-1998 | Volvo Women’s Open, Pattaya    | Tier IV        | 107 500 $      | Dur (ext.)     | Julie Halard        | Li Fang             | 6-1, 6-2       | Tableau        |
| 9  | 15-11-1999 | Volvo Women’s Open, Pattaya    | Tier IVb       | 112 500 $      | Dur (ext.)     | Magdalena Maleeva   | Anne Kremer         | 4-6, 6-1, 6-2  | Tableau        |
| 10 | 13-11-2000 | Volvo Women’s Open, Pattaya    | Tier IVb       | 110 000 $      | Dur (ext.)     | Anne Kremer         | Tatiana Panova      | 6-1, 6-4       | Tableau        |
| 11 | 05-11-2001 | Volvo Women’s Open, Pattaya    | Tier V         | 110 000 $      | Dur (ext.)     | Patty Schnyder      | Henrieta Nagyová    | 6-0, 6-4       | Tableau        |
| 12 | 04-11-2002 | Volvo Women’s Open, Pattaya    | Tier V         | 110 000 $      | Dur (ext.)     | Angelique Widjaja   | Cho Yoon-jeong      | 6-2, 6-4       | Tableau        |
| 13 | 03-11-2003 | Volvo Women’s Open, Pattaya    | Tier V         | 110 000 $      | Dur (ext.)     | Henrieta Nagyová    | Ľubomíra Kurhajcová | 6-4, 6-2       | Tableau        |
|    | 2004       | Pas de tournoi                 | Pas de tournoi | Pas de tournoi | Pas de tournoi | Pas de tournoi      | Pas de tournoi      | Pas de tournoi | Pas de tournoi |
| 14 | 31-01-2005 | Volvo Women’s Open, Pattaya    | Tier IV        | 170 000 $      | Dur (ext.)     | Conchita Martínez   | Anna-Lena Grönefeld | 6-3, 3-6, 6-3  | Tableau        |
| 15 | 06-02-2006 | Women's Open by Yaris, Pattaya | Tier IV        | 170 000 $      | Dur (ext.)     | Shahar Peer         | Jelena Kostanić     | 6-3, 6-1       | Tableau        |
| 16 | 05-02-2007 | Pattaya Open, Pattaya          | Tier IV        | 170 000 $      | Dur (ext.)     | Sybille Bammer      | Gisela Dulko        | 7-5, 3-6, 7-5  | Tableau        |
| 17 | 04-02-2008 | Women's Open, Pattaya          | Tier IV        | 170 000 $      | Dur (ext.)     | Agnieszka Radwańska | Jill Craybas        | 6-2, 1-6, 7-64 | Tableau        |
| 18 | 09-02-2009 | PTT Women's Open, Pattaya      | Intern'l       | 220 000 $      | Dur (ext.)     | Vera Zvonareva      | Sania Mirza         | 7-5, 6-1       | Tableau        |
| 19 | 08-02-2010 | PTT Women's Open, Pattaya      | Intern'l       | 220 000 $      | Dur (ext.)     | Vera Zvonareva      | Tamarine Tanasugarn | 6-4, 6-4       | Tableau        |
| 20 | 07-02-2011 | PTT Open, Pattaya              | Intern'l       | 220 000 $      | Dur (ext.)     | Daniela Hantuchová  | Sara Errani         | 6-0, 6-2       | Tableau        |
| 21 | 06-02-2012 | PTT Open, Pattaya              | Intern'l       | 220 000 $      | Dur (ext.)     | Daniela Hantuchová  | Maria Kirilenko     | 6-74, 6-3, 6-3 | Tableau        |
| 22 | 28-01-2013 | PTT Open, Pattaya              | Intern'l       | 235 000 $      | Dur (ext.)     | Maria Kirilenko     | Sabine Lisicki      | 5-7, 6-1, 7-61 | Tableau        |
| 23 | 27-01-2014 | PTT Pattaya Open, Pattaya      | Intern'l       | 250 000 $      | Dur (ext.)     | Ekaterina Makarova  | Karolína Plíšková   | 6-3, 7-67      | Tableau        |
| 24 | 09-02-2015 | PTT Thailand Open, Pattaya     | Intern'l       | 250 000 $      | Dur (ext.)     | Daniela Hantuchová  | Ajla Tomljanović    | 3-6, 6-3, 6-4  | Tableau        |

### Double
| No | Date       | Nom et lieu du tournoi        | Catégorie      | Dotation       | Surface        | Vainqueures                            | Finalistes                             | Score             |                |
| -- | ---------- | ----------------------------- | -------------- | -------------- | -------------- | -------------------------------------- | -------------------------------------- | ----------------- | -------------- |
| 1  | 15-04-1991 | Volvo Open Pattaya            | Tier V         | 75 000 $       | Dur (ext.)     | Nana Miyagi Suzanna Wibowo             | Rika Hiraki Akemi Nishiya              | 6-1, 6-4          | Tableau        |
| 2  | 13-04-1992 | Volvo Open Pattaya            | Tier V         | 100 000 $      | Dur (ext.)     | Isabelle Demongeot Natalia Medvedeva   | Pascale Paradis Sandrine Testud        | 6-1, 6-1          | Tableau        |
| 3  | 12-04-1993 | Volvo Open Pattaya            | Tier IV        | 100 000 $      | Dur (ext.)     | Cammy MacGregor Catherine Suire        | Patty Fendick Meredith McGrath         | 6-3, 7-6          | Tableau        |
| 4  | 11-04-1994 | Volvo Open Pattaya            | Tier IV        | 100 000 $      | Dur (ext.)     | Patty Fendick Meredith McGrath         | Yayuk Basuki Nana Miyagi               | 7-6, 3-6, 6-3     | Tableau        |
| 5  | 13-11-1995 | Volvo Open Pattaya            | Tier IV        | 107 500 $      | Dur (ext.)     | Jill Hetherington Kristine Radford     | Kristin Godridge Nana Miyagi           | 2-6, 6-4, 6-3     | Tableau        |
| 6  | 18-11-1996 | Volvo Women’s Open Pattaya    | Tier IV        | 107 500 $      | Dur (ext.)     | Miho Saeki Yuka Yoshida                | Tina Križan Nana Miyagi                | 6-2, 6-3          | Tableau        |
| 7  | 17-11-1997 | Volvo Women’s Open Pattaya    | Tier IV        | 107 500 $      | Dur (ext.)     | Kristine Radford Corina Morariu        | Florencia Labat Dominique Monami       | 6-3, 6-4          | Tableau        |
| 8  | 16-11-1998 | Volvo Women’s Open Pattaya    | Tier IV        | 107 500 $      | Dur (ext.)     | Els Callens Julie Halard               | Rika Hiraki Aleksandra Olsza           | 3-6, 6-2, 6-2     | Tableau        |
| 9  | 15-11-1999 | Volvo Women’s Open Pattaya    | Tier IVb       | 112 500 $      | Dur (ext.)     | Åsa Svensson Émilie Loit               | Evgenia Kulikovskaya Patricia Wartusch | 6-1, 6-4          | Tableau        |
| 10 | 13-11-2000 | Volvo Women’s Open Pattaya    | Tier IVb       | 110 000 $      | Dur (ext.)     | Yayuk Basuki Caroline Vis              | Tina Križan Katarina Srebotnik         | 6-3, 6-3          | Tableau        |
| 11 | 05-11-2001 | Volvo Women’s Open Pattaya    | Tier V         | 110 000 $      | Dur (ext.)     | Åsa Svensson Iroda Tulyaganova         | Liezel Huber Wynne Prakusya            | 4-6, 6-3, 6-3     | Tableau        |
| 12 | 04-11-2002 | Volvo Women’s Open Pattaya    | Tier V         | 110 000 $      | Dur (ext.)     | Kelly Liggan Renata Voráčová           | Lina Krasnoroutskaïa Tatiana Panova    | 7-5, 7-67         | Tableau        |
| 13 | 03-11-2003 | Volvo Women’s Open Pattaya    | Tier V         | 110 000 $      | Dur (ext.)     | Li Ting Sun Tiantian                   | Wynne Prakusya Angelique Widjaja       | 6-4, 6-3          | Tableau        |
|    | 2004       | Pas de tournoi                | Pas de tournoi | Pas de tournoi | Pas de tournoi | Pas de tournoi                         | Pas de tournoi                         | Pas de tournoi    | Pas de tournoi |
| 14 | 31-01-2005 | Volvo Women’s Open Pattaya    | Tier IV        | 170 000 $      | Dur (ext.)     | Marion Bartoli Anna-Lena Grönefeld     | Marta Domachowska Silvija Talaja       | 6-3, 6-2          | Tableau        |
| 15 | 06-02-2006 | Women's Open by Yaris Pattaya | Tier IV        | 170 000 $      | Dur (ext.)     | Li Ting Sun Tiantian                   | Yan Zi Zheng Jie                       | 3-6, 6-1, 7-65    | Tableau        |
| 16 | 05-02-2007 | Pattaya Open Pattaya          | Tier IV        | 170 000 $      | Dur (ext.)     | Nicole Pratt Mara Santangelo           | Chan Yung-Jan Chuang Chia-Jung         | 6-4, 7-64         | Tableau        |
| 17 | 04-02-2008 | Women's Open Pattaya          | Tier IV        | 170 000 $      | Dur (ext.)     | Chan Yung-Jan Chuang Chia-Jung         | Hsieh Su-Wei Vania King                | 6-4, 6-3          | Tableau        |
| 18 | 09-02-2009 | PTT Women's Open Pattaya      | Intern'l       | 220 000 $      | Dur (ext.)     | Yaroslava Shvedova Tamarine Tanasugarn | Yuliya Beygelzimer Vitalia Diatchenko  | 6-3, 6-2          | Tableau        |
| 19 | 08-02-2010 | PTT Women's Open Pattaya      | Intern'l       | 220 000 $      | Dur (ext.)     | Marina Erakovic Tamarine Tanasugarn    | Anna Chakvetadze Ksenia Pervak         | 7-5, 6-1          | Tableau        |
| 20 | 07-02-2011 | PTT Open Pattaya              | Intern'l       | 220 000 $      | Dur (ext.)     | Sara Errani Roberta Vinci              | Sun Shengnan Zheng Jie                 | 3-6, 6-3, [10-5]  | Tableau        |
| 21 | 06-02-2012 | PTT Open Pattaya              | Intern'l       | 220 000 $      | Dur (ext.)     | Sania Mirza Anastasia Rodionova        | Chan Hao-Ching Chan Yung-Jan           | 3-6, 6-1, [10-8]  | Tableau        |
| 22 | 28-01-2013 | PTT Open Pattaya              | Intern'l       | 235 000 $      | Dur (ext.)     | Kimiko Date-Krumm Casey Dellacqua      | Akgul Amanmuradova Alexandra Panova    | 6-3, 6-2          | Tableau        |
| 23 | 27-01-2014 | PTT Pattaya Open Pattaya      | Intern'l       | 250 000 $      | Dur (ext.)     | Peng Shuai Zhang Shuai                 | Alla Kudryavtseva Anastasia Rodionova  | 3-6, 7-65, [10-6] | Tableau        |
| 24 | 09-02-2015 | PTT Thailand Open Pattaya     | Intern'l       | 250 000 $      | Dur (ext.)     | Chan Hao-Ching Chan Yung-Jan           | Shuko Aoyama Tamarine Tanasugarn       | 2-6, 6-4, [10-3]  | Tableau        |